# Istituto Superiore per la Conservazione ed il Restauro
O ISCR (Instituto Superior de Conservação e Restauro: Alto Instituto de Conservação e Restauro - antigo Instituto Central de Restauração: "Instituto Central de Restauração - ICR") é um órgão do Ministério do Patrimônio Cultural, Atividades e Turismo em Roma. Juntamente com o Opificio delle Pietre Dure, em Florença, é um dos institutos mais notáveis e prestigiados no campo da restauração de arte e instrução de restauração de arte.
Desde 1944, existe uma escola estadual para treinamento em conservação de arte dentro do Instituto em Roma. Desde 2006, seu diploma é equivalente a um curso de graduação, semelhante a um mestrado nos EUA. Os cursos são limitados: para acessar é preciso passar em um concurso público apropriado anunciado pelo Ministério do Patrimônio e Cultura. O treinamento dura cinco anos e o diploma está sujeito à aquisição de 300 créditos. Nesta escola, eles ensinaram historiadores de arte importantes como Cesare Brandi e outros cientistas de conservação-restauração, como a microbiologista Clelia Giacobini.